# (2746) Hissao
(2746) Hissao est un astéroïde de la ceinture principale.

## Description
(2746) Hissao est un astéroïde de la ceinture principale. Il fut découvert le 22 septembre 1979 à Naoutchnyï par Nikolaï Tchernykh. Il présente une orbite caractérisée par un demi-grand axe de 2,25 UA, une excentricité de 0,08 et une inclinaison de 4,0° par rapport à l'écliptique.

## Compléments